# Wentruper Berge
Koordinaten: 52° 6′ 42″ N, 7° 35′ 56″ O
Das Naturschutzgebiet Wentruper Berge liegt auf dem Gebiet der Stadt Greven im Kreis Steinfurt in Nordrhein-Westfalen. Das Gebiet erstreckt sich nordwestlich der Kernstadt Greven. Östlich verläuft die B 481 und südöstlich die B 219. Nördlich und westlich fließt die Ems.

## Bedeutung
Für Greven ist seit 2004 ein 61,49 ha großes Gebiet unter der Kenn-Nummer ST-027 als Naturschutzgebiet ausgewiesen. Das Gebiet wurde unter Schutz gestellt zur Erhaltung eines Dünengeländes aus unterschiedlichen Dünenkörpern, kleinen Kuppendünen und langgestreckten Dünenrücken unmittelbar am Rande der Emsaue, als Bestandteil einer typischen Flusslandschaft sowie eines Biotopverbundes von landesweiter Bedeutung.